# Кулинда (Оловяннинский район)
Кулинда — село в Оловяннинском районе Забайкальского края России. Входит в состав сельского поселения «Ононское». Основано в 1930 году.

## География
Село находится в западной части района, на правом берегу реки Большая Кулинда, вблизи места впадения её в реку Онон, на расстоянии примерно 1,5 км (по прямой) к востоку-северо-востоку (ENE) от посёлка городского типа Оловянная, административного центра района. Абсолютная высота — 559 м над уровнем моря.
Климат
Климат характеризуется как резко континентальный, с большими колебаниями средних температур зимних и летних месяцев, а также резкими колебаниями температур в течение одних суток. Среднегодовая температура воздуха составляет −1,4 °С. Абсолютный максимум температуры воздуха — 39,2 °С; абсолютный минимум — −45,5 °С. Среднегодовое количество осадков — 342 мм.
Часовой пояс
Село Кулинда находится в часовой зоне МСК+6. Смещение применяемого времени относительно UTC составляет +9:00.

## Население
| 1989 | 2002 | 2010 | 2021 |
| ---- | ---- | ---- | ---- |
| 339  | ↘241 | ↘212 | ↘179 |

Половой состав
По данным Всероссийской переписи населения 2010 года, в гендерной структуре населения мужчины составляли 44,8 %, женщины — соответственно 55,2 %.
Национальный состав
Согласно результатам переписи 2002 года, в национальной структуре населения русские составляли 83 % из 241 чел.

## Инфраструктура
В селе действует начальная общеобразовательная школа.

## Улицы
- ул. Набережная,
- ул. Ручейная,
- ул. Школьная[10].